# Turk 182
Turk 182! é um filme estadunidense de 1985 do gênero drama de ação dirigido por Bob Clark. É um dos primeiros filmes a receber uma classificação de "PG-13" - "Parents Strongly Cautioned" da Motion Picture Association of America (MPAA).
O roteiro é de James Gregory Kingston, Denis Hamill e John Hamill, fotografia de Reginald H. Morris, edição de Stan Cole, música de Paul Zaza e produzido por Ted Field e Rene Dupont.

## Elenco
- Timothy Hutton _ Jimmy Lynch
- Robert Urich _ Terry Lynch
- Kim Cattrall _ Danny Boudreau
- Robert Culp _ prefeito Tyler
- Paul Sorvino _ ele mesmo
- Peter Boyle _ Ryan
- James Tolkan _ Hanley
- Maury Chaykin